# Mesoclanis polana
Mesoclanis polana är en tvåvingeart som först beskrevs av Munro 1931.  Mesoclanis polana ingår i släktet Mesoclanis och familjen borrflugor. Inga underarter finns listade i Catalogue of Life.